# Gottlieb-Dunkel-Straße

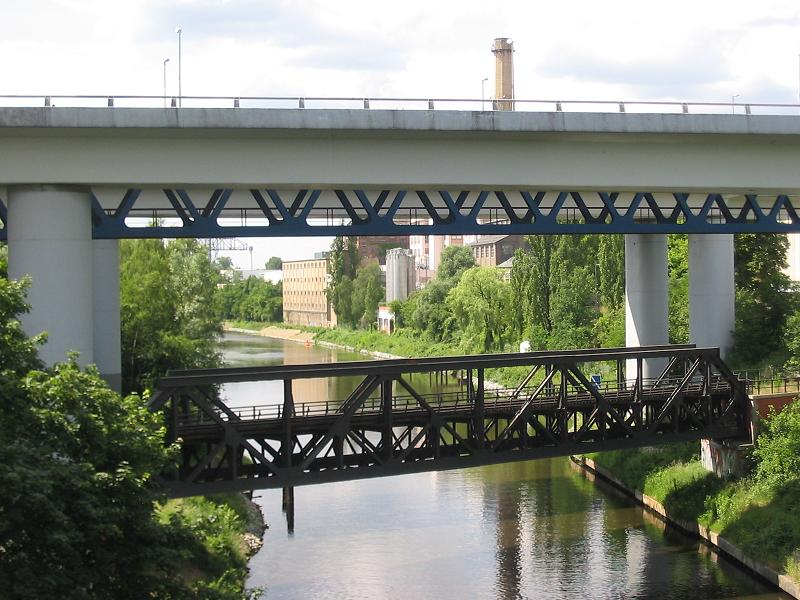
Blick von der Mussehlbrücke auf den Teltowkanal, die Kanalbrücke der Neukölln-Mittenwalder Eisenbahn und die Gottlieb-Dunkel-Brücke der A 100

Die Gottlieb-Dunkel-Straße bildet den Mittelteil des Berliner Straßenzuges, der den Ortsteil Mariendorf nach Nordosten über den Osten Tempelhofs mit Neukölln, dem alten Rixdorf, verbindet.
Die Straße trägt seit 1906 den Namen des Tempelhofer Gutsbesitzers und Kommunalpolitikers Gottlieb Dunkel (1839–1907), der von 1874 bis 1887 ehrenamtlicher Gemeindevorsteher der Landgemeinde Tempelhof war.

## Verlauf  und Bebauung
Der rund vier Kilometer lange Straßenzug besteht aus der Rixdorfer Straße, der Gottlieb-Dunkel-Straße und dem Mariendorfer Weg. Er beginnt am Volkspark Mariendorf mit der Rixdorfer Straße, die an der Kreuzung Gradestraße in die Gottlieb-Dunkel-Straße übergeht, ab der alten Frauenklinik Berlin-Neukölln (heute Wohnpark St. Marien) auf der Grenze zu Neukölln den Namen Mariendorfer Weg trägt und rund einhundert Meter südlich des U- und S-Bahnhofs Hermannstraße an der Hermannstraße endet. 
Während die beiden anderen Teilstücke überwiegend Wohn- und Geschäftsstraßen sind und die Rixdorfer Straße zudem verschiedene Schrebergartenkolonien passiert, ist die Gottlieb-Dunkel-Straße weitgehend eine typische Berliner Industriestraße. Sie erhält ihre Prägung durch die Gewerbeflächen, die entlang des Teltowkanals und der Neukölln-Mittenwalder Eisenbahn um den Güterbahnhof Teltowkanal entstanden. Mit der Mussehlbrücke überquert die Straße die Bahntrasse und den Kanal, während noch darüber die Anschlussstelle Gradestraße der A 100 mit der hohen, langgestreckten Gottlieb-Dunkel-Brücke über das gesamte Straßen-, Bahn- und Kanalensemble hinwegführt. Die Autobahnbrücke ist Teil der geplanten, aber nicht verwirklichten A 102. Das Anfang der 1990er Jahre gebaute Autobahnteilstück der geplanten A 102 zur Überquerung des Teltowkanals wurde durch Abriss wieder zurückgebaut.
Auf dieser Höhe kreuzt sie die Teilestraße mit der denkmalgeschützten Sarotti-Fabrik. Rund vierhundert Meter weiter nördlich überquert die Straße den Tunnel Ortsteil Britz der Autobahn. Im östlichen Teilstück zwischen der Holzmannstraße, dem Nackenheimer Weg und der Eschersheimer Straße grenzt die Gottlieb-Dunkel-Straße an die Wohnbereiche der Oberlandstraße. Sie ist teilweise vierspurig mit einem begrünten Mittelstreifen ausgebaut und enthält auf ihrer gesamten Länge einen beidseitigen Fahrradweg.
Die Straße wurde auf ihrer kompletten Länge bis 1. Juli 1966 von der Straßenbahnlinie 15 befahren, die der Bus A77 ablöste. Heute verkehren hier die BVG-Buslinien 277 und N77 sowie zwischen Teilestraße und Tempelhofer Weg auch die Metrobuslinie M46.

## Friedhöfe

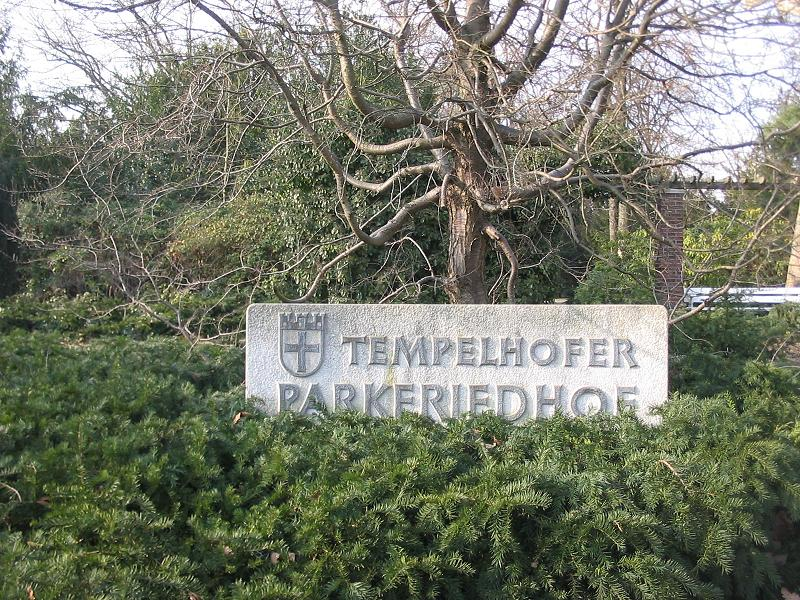
Parkfriedhof Tempelhof von 1900

Lediglich im ersten südlichen Teil liegen mit dem Tempelhofer Parkfriedhof aus dem Jahr 1900 und dem Neuen St.-Michael-Kirchhof Grünflächen an der Gottlieb-Dunkel-Straße. Der landeseigene Parkfriedhof wurde 1997 für Neubeisetzungen geschlossen, bleibt aber bis 2027 als Bestandteil eines Grünsystems und wertvolles Biotop geöffnet (Neubeisetzungen bei bestehenden Ruherechten erfolgen auf dem Mariendorfer Heidefriedhof). Die 138.237 m² umfassende Friedhofsfläche wird bis zu diesem Zeitpunkt gepflegt. Der gegenüberliegende römisch-katholische St.-Michael-Kirchhof besteht seit 1867 und hat eine Fläche von 51.065 m². Auf ihm wurde 2001 unter großer Anteilnahme Otto Rosenberg, SPD-Mitglied und Vorsitzender der Berlin-Brandenburger Sinti- und Roma-Union, zu Grabe getragen. Im Sommer 2010 wurde hier Günter Dach, CDU-Politiker und Stadtältester von Berlin, beigesetzt.